# Seznam komet
| - Anderson-LINEAR - Arend (50P/Arend) - Arend-Rigaux (49P/Arend-Rigaux) - Asbolus (8405) - Ashbrook-Jackson (47P/Ashbrook-Jackson) - BATTeRS - Biela (3D/Biela) - Boethin - Borrelly (19P/Borrelly) - Bowell-Skiff - Bradfieldova kometa C/2004 F4 (Průlet kolem Slunce 16.–19. dubna 2004) - Brewington - Brooks 2 (16P/Brooks 2) - Brorsen (5D/Brorsen) - Brorsen-Metcalf (23P/Brorsen-Metcalf) - Bus (87P/Bus) - C/2023 A3 (Tsuchinshan–ATLAS) - Catalina - Catalina-Skiff - Ciffreo - Clark - Comas Sola - Dalcanton - Damocles (5335) - Daniel - d’Arrest (6P/d’Arrest) - de Vico - de Vico-Swift-NEAT - Denning - Denning-Fudžikawa - Dioretsa (20461) - Don Quixote (3552) - Donati (C/1858 L1) - du Toit - du Toit-Hartley - du Toit-Neujmin-Delporte - Elst-Pizarro (7968) - Enckeova kometa (2P/Encke) - Evans-Drinkwater - Faye (4P/Faye) - Ferris - Finlay (15P/Finlay) - Forbes - Gale - Gehrels - Gehrels 1 (90P/Gehrels 1) - Gehrels 2 (78P/Gehrels 2) - Gehrels 3 (82P/Gehrels 3) - Ge-Wang - Giacobini - Giacobini-Zinner (21P/Giacobini-Zinner) - Giclas - Gleason - Grigg-Skjellerup - Gunn - Hale-Bopp - Halleyova kometa (1P/Halley) - Haneda-Campos - Harrington (51P/Harrington) - Harrington-Abell - Harrington-Wilson - Hartley 1 - Hartley 2 - Hartley 3 - Hartley-Drinkwater - Helin - Helin-Lawrence - Helin-Roman-Alu 1 - Helin-Roman-Alu 2 - Helin-Roman-Crockett - Hergenrother - Hergenrother-Spahr - Hermann - Hidalgo (944) - Hjakutake (C/1995 Y1) - Hjakutake (C/1996 B2) - Hoenig - Holmes (17P/Holmes) - Holt-Olmstead - Honda-Mrkos-Pajdusakova - Howell - Hug-Bell | - Chariklo (10199) - Chiron (2060) - Christensen - 67P/Čurjumov-Gerasimenko (67P/Churyumov-Gerasimenko) - Ikeya-Zhang - Jackson-Neujmin - Jager - Jedicke - Johnson - Juels-Holvorcem - Kearns-Kwee - Klemola - Klinkenberg(1774) - Kobajaši - Koehn - Kohoutkova kometa - Kodžima - Kopff (22P/Kopff) - Korlevic - Korlevic-Juric - Kowal 2 - Kowal-LINEAR - Kowal-Mrkos - Kowal-Vavrova - Kudo-Fudžikawa - Kušida - Kušida-Muramacu - Lagerkvist - Lagerkvist-Carsenty - Larsen - Lee - Li - LINEAR (C/2002 T7) - LINEAR-Catalina - LINEAR-Mueller - LINEAR-Skiff - LINEAR-Spacewatch - LONEOS-Tucker - Longmore - Lovas 1 - Lovas 2 - Lynn - Machholz (C/2004 Q2) - Machholz 1 - Machholz 2 - Maury - McNaught-Hartley - McNaught-Hughes - McNaught-Watson - Metcalf-Brewington - Meunier-Dupouy - Montani - Mrkos - Mueller - Mueller 1 (120P/Mueller 1) - Mueller 2 (131P/Mueller 2) - Mueller 3 (136P/Mueller 3) - Mueller 4 (149P/Mueller 4) - NEAT (C/2001 Q4) - NEOWISE (C/2020 F3) - Neujmin 1 (28P/Neujmin 1) - Neujmin 2 (25D/Neujmin 2) - Neujmin 3 (42P/Neujmin 3) - Olbers (13P/Olbers) - Oterma - Parker-Hartley - Perrine-Mrkos (18D/Perrine-Mrkos) - Peters-Hartley - Petriew - Phaethon (3200) - Pholus (5145) - Pons-Brooks (12P/Pons-Brooks) - Pons-Gambart - Pons-Winnecke (7P/Pons-Winnecke) | - Reinmuth 1 - Reinmuth 2 - Russell 1 (83P/Russell 1) - Russell 2 (89P/Russell 2) - Russell 3 (91P/Russell 3) - Russell 4 (94P/Russell 4) - Russell-LINEAR - Russell-Watson - Sanguin - Schaumasse (24P/Schaumasse) - Schorr - Schuster - Schwassmann-Wachmann 1 (29P/Schwassmann-Wachmann 1) - Schwassmann-Wachmann 2 (31P/Schwassmann-Wachmann 2) - Schwassmann-Wachmann 3 (73P/Schwassmann-Wachmann 3) - Scotti - Shajn-Schaldach - Shoemaker 1 - Shoemaker 3 - Shoemaker-Holt 1 - Shoemaker-Holt 2 - Shoemaker-Levy 1 - Shoemaker-Levy 2 - Shoemaker-Levy 3 - Shoemaker-Levy 4 - Shoemaker-Levy 5 - Shoemaker-Levy 6 - Shoemaker-Levy 7 - Shoemaker-Levy 8 - Shoemaker-Levy 9 - Shoemaker-LINEAR - Singer Brewster - Skiff - Skiff-Kosai - Smirnova-Chernykh - Snyder-Murakami - Spacewatch - Spahr - Spitaler - Stonehouse - Swift - Swift-Gehrels - Szczepanski - Tabur - Takamizawa - Taylor - Tempel 1 (9P/Tempel 1) - Tempel 2 (10P/Tempel 2) - Tempel-Swift-LINEAR - Tempel-Tuttle (55P/Tempel-Tuttle) - Thatcher (C/1861 G1) - Thereus (32532) - Tichy - Tilbrook - Tritton - Tsuchinshan 1 - Tsuchinshan 2 - Tubbiolo - Tuttle (8P/Tuttle) - Tuttle-Giacobini-Kresak - Ucunomija - Ucunomija-Jones - Urata-Niidžima - Vaisala 1 - Vaisala-Oterma - Van Biesbroeck - Van Ness - West-Hartley - West-Kohoutek-Ikemura - Westphal (20D/Westphal) - Whipple - Wild 1 (63P/Wild 1) - Wild 2 (81P/Wild 2) - Wild 3 (86P/Wild 3) - Wild 4 (116P/Wild 4) - Williams - Wilson-Harrington (4015) - Wirtanen (46P/Wirtanen) - Wiseman-Skiff - Wolf (14P/Wolf) - Wolf-Harrington (43P/Wolf-Harrington) - Yeung - Zhu-Balam |